# Новобрачные (телесериал)
«Новобрачные» (англ. The Honeymooners) — американский комедийный телесериал, основанный на одноименных скетчах 1951—55 годов. Скетчи впервые стартовали в рамках The Jackie Gleason Show на ныне несуществующей сети DuMont, а после на CBS. 1 октября 1955 года сериал стартовал на CBS в виде получасового ситкома и добился большого успеха в рейтингах, занимая вторую позицию в топе самых наблюдаемых шоу. В середине первого сезона сериал столкнулся с конкуренцией в лице The Perry Como Show и рейтинги к концу сезона упали до девятнадцатого места. Сериал был закрыт после одного сезона из 39 эпизодов, а финал транслировался 22 сентября 1956 года. С тех пор шоу нашло большой успех в синдикации и сохранило своё наследие в популярной культуре, благодаря своим броским фразам. Ситком в той или иной степени фигурирует в «Флинтстоуны», «Футурама» и «Король Квинса». В 2002 году ситком занял третье место в списке Пятидесяти величайших телешоу всех времён по версии TV Guide.
В центре сюжета находилась супружеская пара из рабочего класса, что было редкостью в период 1950-х годов на телевидении, которая живёт в захудалом Бруклинском комплексе. В ситкоме снялись Джеки Глисон и Одри Медоуз. «Новобрачные» снискал успех благодаря демонстрированию идеальных послевоенных персонажей, стремящихся к работе и хорошему жилью, по мнению американского общества. Шоу, однако, в момент премьеры не имело похвалы от критиков, которые считали его слишком старающимся быть уникальным. Тем не менее, в 1956 году ситком выдвигался на премию «Эмми», за актёрские работы Глисона, Медоуз и Арта Карни, последний выиграл премию за роль второго плана. В 1957 году проект получил премию Гильдии сценаристов США. Спустя годы ситком начал рассматриваться критиками как одно из образцовых шоу «Золотой эры телевидения». В период своей трансляции шоу имело необычную систему съемки, созданную DuMont несколькими годами ранее, благодаря которой эпизоды сохранились в гораздо более высоком качестве, нежели большинство шоу той эпохи.
После закрытия шоу несколько возрождений увидели свет. Несколько эпизодов вышло в рамках The Jackie Gleason Show уже спустя неделю после закрытия шоу, и вплоть до 1970 года, когда закрылось шоу. В 1976—78 годах ABC выпустил четыре специальных часовых эпизода с основными актёрами сериала, которые завершили историю проекта. Все 39 эпизодов в 2000-х были выпущены на DVD, а 18 марта 2014 года сериал был отреставрирован в формате высокой четкости и вышел на Blu-ray.